# Elecciones presidenciales de Ecuador de mayo de 1875
Las elecciones presidenciales de Ecuador de 1875 fue el proceso electoral el cual tuvo por objetivo la elección de un nuevo Presidente Constitucional de la República del Ecuador.

## Antecedentes
Fueron convocadas las elecciones por parte del presidente Gabriel García Moreno para escoger a su sucesor presidencial, bajo la Constitución de 1869 aprobada mediante referéndum.
El partido oficialista conservador y sus partidarios insistieron en que García Moreno buscara su reelección ya que la Constitución de 1869 le permitía un nuevo mandato. El presidente aceptó su candidatura con la condición de no participar en su candidatura y exigiendo ante todo elecciones honestas y libres.
El liberal ecuatoriano Juan Montalvo empezó a criticar en su panfleto La Dictadura Perpetua la candidatura de García Moreno, acusándolo de quererse perpetuar en el poder.
La propaganda en favor de la reelección de García Moreno fue más poderosa en Quito. Muchos liberales no acudieron a votar a causa de la evidente derrota humillante que iban a tener sus candidatos. Luis Robalino Dávila las califica de ridículas debido a la falta de un contendor.

## Desarrollo
Las elecciones presidenciales tuvieron lugar del 3 al 5 de mayo de 1875. García Moreno fue reelecto con mayor votación que la del plebiscito de 1869, obteniendo 22.529 votos. Por su parte José Javier Eguiguren obtuvo 89 votos, Antonio Borrero 52 votos, Vicente Piedrahíta 12 votos, Pedro Moncayo y Luis Amador 9 votos, Francisco Xavier Aguirre, Ignacio de Veintimilla y Pedro Carbo 3 votos, Manuel Gómez de la Torre, Luis Salazar, Manuel Draga, Francisco Xavier Salazar y Juan Montalvo 2 votos, Angel Tola, Carlos Icaza, José María Icaza, Concepción Barros, Sixto Santos, Eloy González y Manuel Vega obtuvieron un solo voto.

## Candidatos y Resultados
Los candidatos fueron en total 21, el que destacaba era el presidente que era el seguro candidato a ser reelegido, mientras que los demás candidatos como: José Javier Eguiguren, Antonio Borrero, Vicente Piedrahíta, Pedro Moncayo, Luis Amador, Francisco Xavier Aguirre, Ignacio de Veintimilla, Pedro Carbo, Manuel Gómez de la Torre, Luis Salazar, Manuel Draga, Francisco Xavier Salazar, Juan Montalvo, Angel Tola, Carlos Icaza, José María Icaza, Concepción Barros, Sixto Santos, Eloy Gonzáles y Manuel Vega acudieron a estas elecciones sin posibilidades de triunfo.
| Partido                         | Partido                         | Candidato                           | Cargos importantes                                       | Votos  | %     |
| ------------------------------- | ------------------------------- | ----------------------------------- | -------------------------------------------------------- | ------ | ----- |
|                                 | Partido Conservador Ecuatoriano | Gabriel García Moreno               | Presidente de la República (1861 - 1865) / (1869 - 1875) | 22.529 | 99.1% |
| José Javier Eguiguren y Riofrío | Partido Conservador Ecuatoriano | Ministro de Hacienda (1872 - 1875)  | 89                                                       | 0.5%   |       |
| Vicente Piedrahíta Carbo        | Partido Conservador Ecuatoriano | Gobernador del Guayas (1862 - 1864) | 12                                                       | 0.04%  |       |
| Liberal                         | Liberal                         | Antonio Borrero Cortázar            | Vicepresidente de la República (1863 - 1864)             | 52     | 0.2%  |
| Liberal                         | Liberal                         | Pedro Moncayo y Esparza             | Presidente de la 6° Convención Nacional (1852)           | 9      | 0.03% |
| Otros                           | Otros                           | Otros                               | Otros                                                    | 35     | 0.1%  |

Fuente:

## El asesinato
El 6 de agosto de 1875, cuando Gabriel García Moreno ingresaba al Palacio de Carondelet (Palacio de Gobierno), un grupo de opositores ocultos entre las columnas del edificio procedió a atacarlo a tiros y machetazos en una emboscada. El grupo estaba conformado por el colombiano Faustino Lemus Rayo (exmilitar que había servido al gobierno garciano) el cual lo atacó con un machete, Roberto Andrade, Manuel Cornejo, Abelardo Moncayo y Manuel Polanco. Estos últimos arremetieron a quemarropa con sus revólveres al presidente.
Su edecán, el comandante Manuel Pallares, no pudo evitar el atentado ya que se encontraba desarmado, siendo él también víctima de algunos ataques. Algunos historiadores, como Wilfrido Loor, aseveran que a pesar de tener un revólver en su bolsillo, García Moreno no hizo nada debido a su fe religiosa.

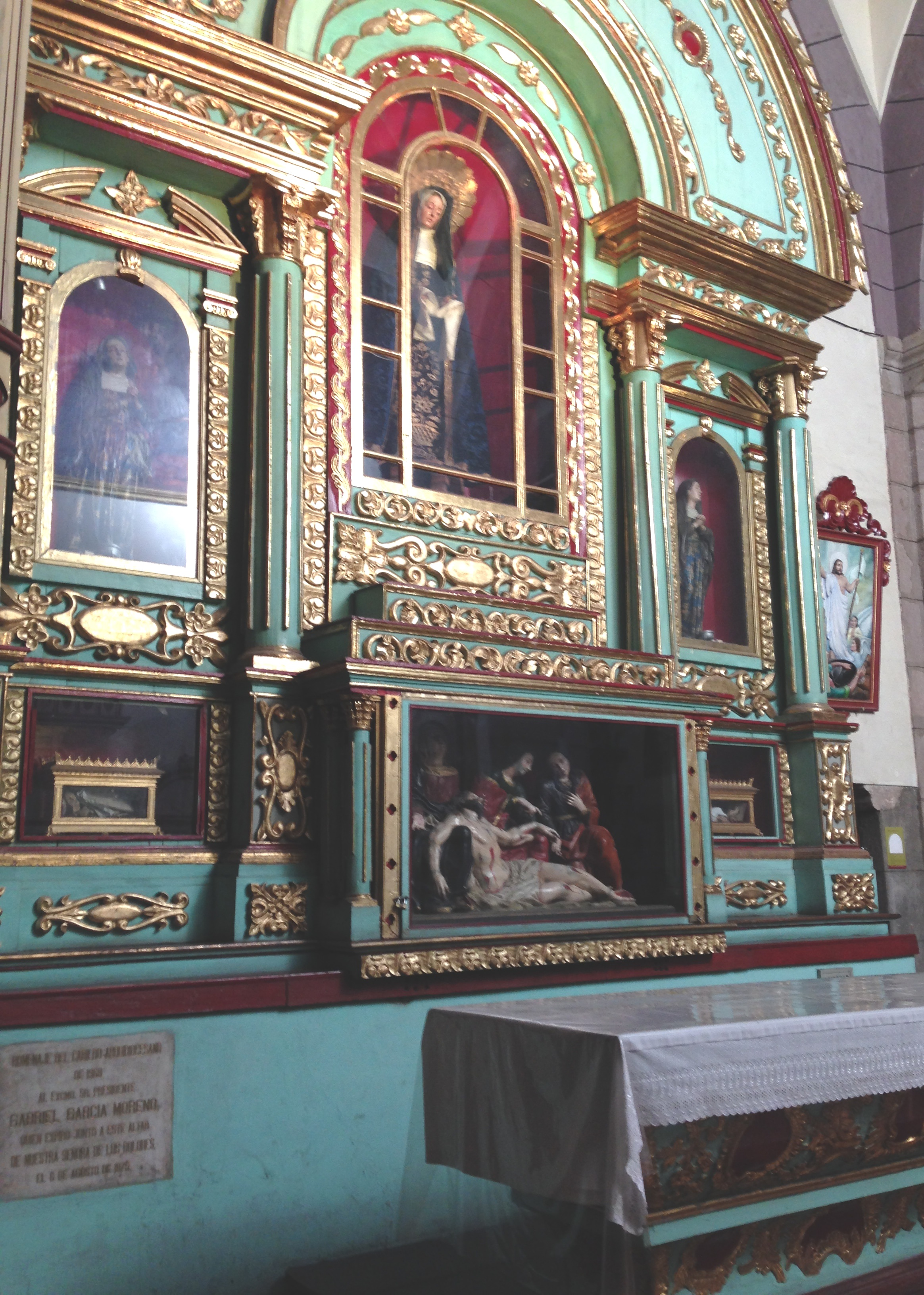
Altar de Nuestra Señora de los Dolores en donde expiró el presidente Gabriel García Moreno.

Falleció tiempo después al pie del Altar de Nuestra Señora de los Dolores de la vecina Catedral Metropolitana. Bajo dicho altar consta la placa que dice: "Homenaje del Cabildo Arquidiocesano de 1968 al Excmo. Sr. Presidente GABRIEL GARCÍA MORENO, quien expiró junto a este Altar de Nuestra Señora de los Dolores el 6 de agosto de 1875."

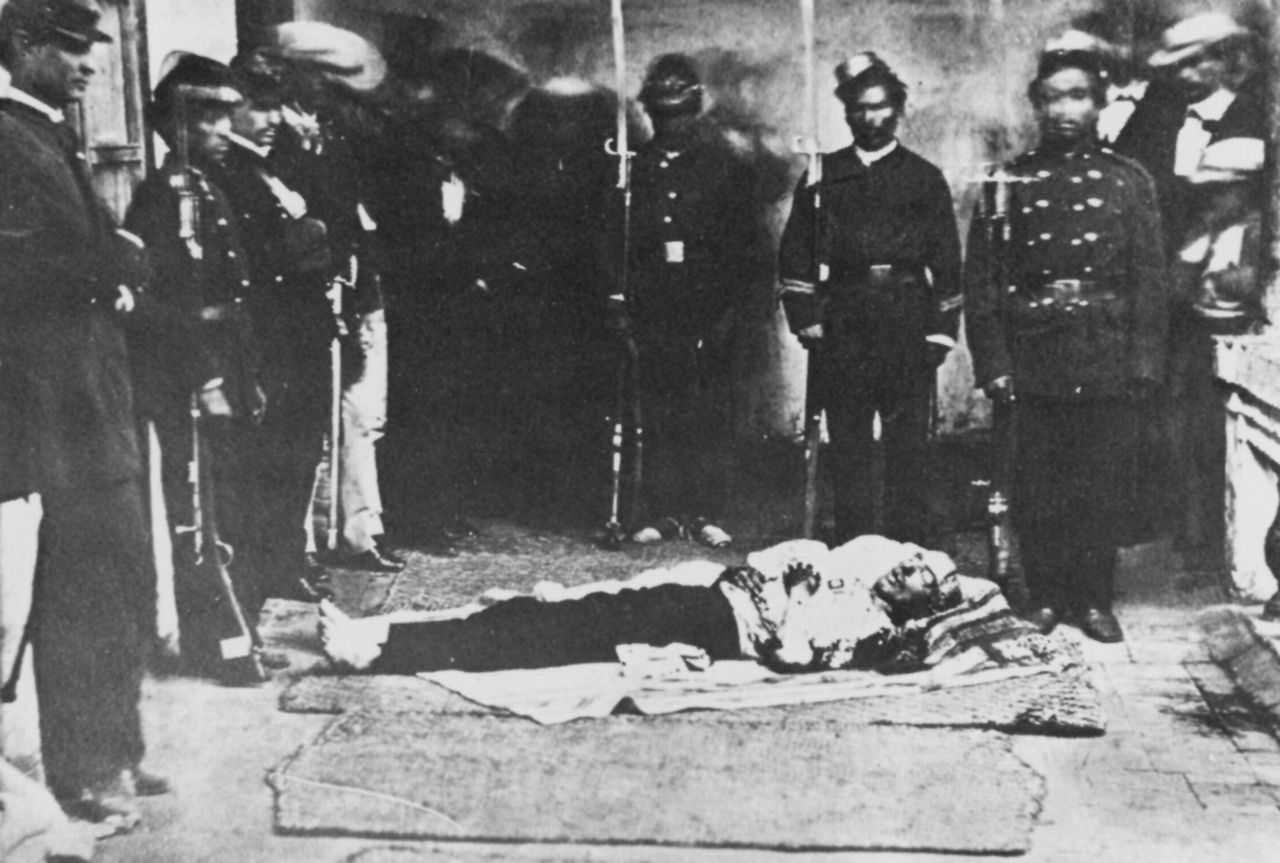
Cuerpo del presidente García Moreno, con sus ropas cubiertas en sangre después del atentado en su contra en 1875.

Una placa de piedra recuerda el lugar del crimen con la siguiente leyenda: "Dios no muere. Aquí cayó asesinado el presidente de la República, Dr. Gabriel García Moreno, el 6 de agosto de 1875". Llevaba en la mano un legajo de papeles y éstos quedaron ensangrentados tras el ataque. Los asesinos gritaban "¡muere tirano!", "¡muere jesuita!". García Moreno contestó "¡Dios no muere!".
Faustino Lemus Rayo intentó escapar por la Plaza de la Independencia, pero cuatro soldados del cercano cuartel del Batallón Número 1, que se encontraba en los edificios que albergan al Centro Cultural Metropolitano de Quito en la actualidad, le dieron alcance y le hirieron con espadas. Lo arrestaron y lo conducían al cuartel cuando un cabo de raza negra, llamado Manuel López, le disparó con su fusil y lo mató.
Así lo relató un testigo presencial:

"Mariano Carrión, Sargento del batallón No. 1º. -refiere ... que Rayo enderezó para la pila (fuente de agua que estaba en el centro de la Plaza) a donde le siguieron el testigo, el sargento Rodríguez y el Teniente Buitrón, quien daba la orden de matarlo, por lo que el exponente le flechó el espadil, y a pocos pasos de pasada la pila, ambos sargentos le flecharon nuevamente los espadiles, y cayó en tierra el asesino Rayo; que después que le condujeron con dirección al cuartel, y casi en media plaza, les encontró el Capitán Barragán, quien tomó del brazo a Rayo, y lo llevó para la esquina de la botica (esquina de la plaza y la calle del cuartel, actuales calles García Moreno y Espejo), pasada ésta se presentó el cabo Manuel López y diciendo: "Abranse", le disparó un tiro de rifle con el que cayó el expresado Rayo".

El general Francisco Javier Salazar, ministro de Guerra de García Moreno, declaró sobre el día del crimen:

"Hallábame en el local del ministerio de guerra, tranquilamente ocupado de la redacción de uno de los proyectos que debía presentar al Congreso, cuando se oyó confusamente un tiro como por la plaza, al que siguieron a pocos momentos y en rápida sucesión otros y otros, que causaron cierto murmullo alarmante en la calle del cuartel. Sobresaltado con esto, dejo mi asiento, tomo mi bastón de estoque, única arma que tengo a la mano, salgo a la calle mencionada, oigo alboroto en la plaza, corro hacia ella, y apenas he dado unos doce pasos, resuenan las voces de "murió el presidente, mataron al Sr. García". Al instante se me ocurre la idea de que ese asesinato no podía ser sino el preliminar de un ataque al cuartel, o de una revolución de las tropas. Vuelvo, por lo mismo, sobre mis pasos, y voy a situarme en el punto probable de peligro: encuentro en la prevención soldados que tratan de salir en tropel armados de sus rifles; les ordeno que regresen al patio; y mando a los capitanes se pongan a la cabeza de sus compañías, y que los formen en batalla. Hecho esto con la rapidez del relámpago, anuncio a la tropa el feroz atentado que se acaba de cometer, y le exhorto a sostener con lealtad el orden constitucional y al representante de la República. Para probar el espíritu de los soldados, concluyo mi corta proclama con la voz de: Viva el Gobierno! El batallón repite estas palabras con entusiasmo. No vacilo entonces en mandar despejar hasta una cuadra en contorno los grupos de gente que se acercaban; éstos obedecen al instante y se retiran"

En uno de los informes del proceso abierto tras el asesinato, David Grijalva señala como una de los testigos a la señora Francisca de Chiriboga y Valdivieso, esposa de José de Villacís que vivía en la casa de la esquina de las Conceptas, y que desde su balcón lanzaba gritos de espanto y terror mientras atacaban al mandatario.

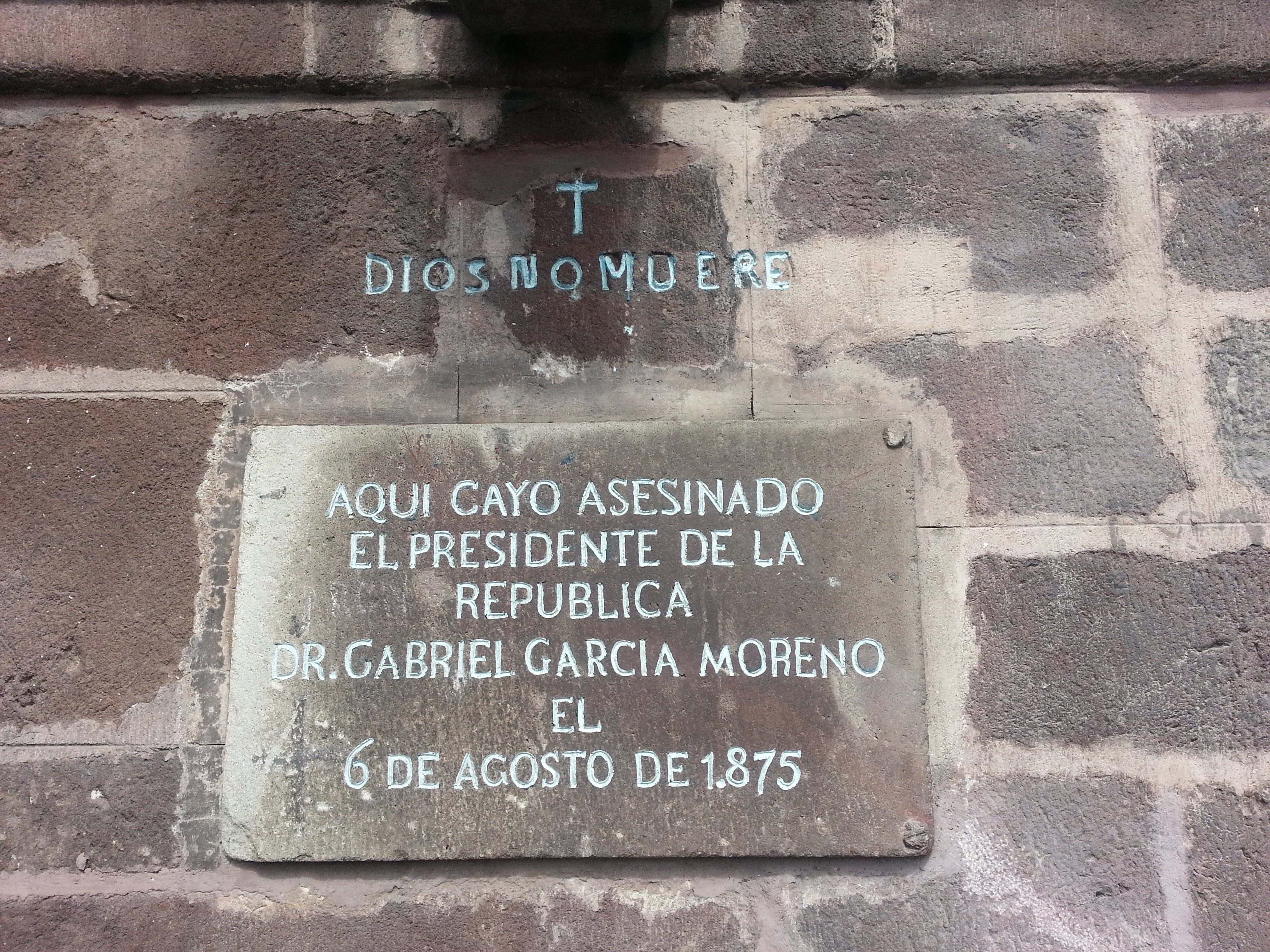
Placa en piedra que marca el lugar donde cayó el presidente García Moreno

### Cronología del 6 de agosto de 1875
- El presidente Gabriel García Moreno salió de su casa con dirección a la iglesia de Santo Domingo en donde comulgó.
- Regresa a su aposento para culminar su Mensaje al Congreso.
- Desde su hogar parte hacia la casa de su suegra.
- Después de aquella visita, ingresa a la Catedral para orar.
- Sale de la iglesia y toma rumbo hacia el Palacio de Gobierno.
- Sube por las escalinatas sur del Palacio y una vez en el atrio, Faustino Rayo se lanza y le propina machetazos.
- Otros conjurados sacan sus revólveres y a quemarropa disparan al presidente.
- Aprovechando Rayo que García Moreno se está apoyando en un pilar del atrio, lo empuja, y este cae hacia la Plaza.
- Vuelven los asesinos sobre García Moreno que yace en el piso, y le siguen propinando ataques de bala y de machete. En esta escena es cuando Gabriel García Moreno pronuncia la frase "Dios no muere".
- Sale una tropa del cuartel cercano y se disponen a agarrar a los criminales.
- Rayo es atrapado en la pileta de la Plaza y posteriormente es fusilado.
- Los demás cómplices logran escapar.
- García Moreno, que aún vivía, es trasladado a la Catedral, recostado luego en el Altar de Nuestra Señora de Dolores y perdona a sus asesinos.
- Finalmente fallece el Dr. Gabriel García Moreno.[14]

### Móviles del asesinato

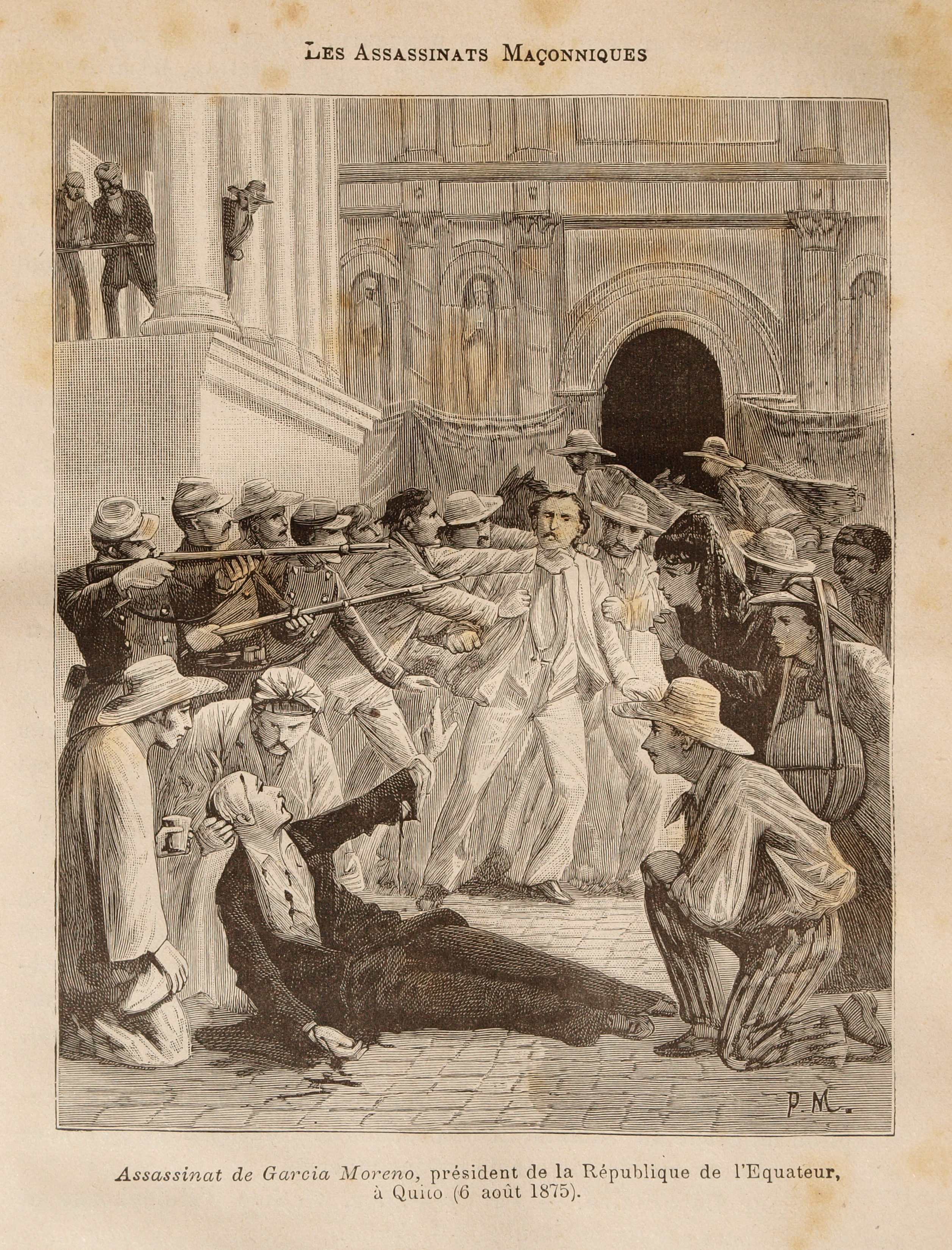
El asesinato de Gabriel García Moreno, con dibujo de Pierre Méjanel y grabado por François Pannemaker. Este trabajo ilustró la sección sobre «asesinatos masónicos» de la obra Les Mystères de la Franc-Maçonnerie (París, 1886) de Léo Taxil, escritor francés de tendencia anticlerical y antimasónica.

Los historiadores Wilfrido Loor y Manuel Polit Laso, entre otros, señalan que García Moreno fue asesinado por incitación de la masonería extranjera, debido a que era el único gobernante que profesaba el catolicismo de tal manera que había prohibido las instituciones masónicas en territorio ecuatoriano. El cuñado de García Moreno también señaló en carta de 1883 que el presidente había muerto debido a la masonería europea que decretó su asesinato y lo concretó a través de los masones del Perú, Chile y Ecuador. A diferencia de Perú, donde el anarquismo, el socialismo y el radicalismo moderno aparecieron juntamente con la presencia política activa de la masonería, la instauración de la masonería en Ecuador fue un proceso mucho más lento y complejo: hasta 1878 solo se habían creado tres logias en Ecuador (dos en Guayaquil, en 1812 y 1843, y una en Quito en 1809), y ninguna durante el gobierno de García Moreno, en tanto que más tarde, durante la revolución liberal (1895-1912), se crearían 17 logias. El 26 de septiembre de 1862, se firmó en Roma un concordato entre Ecuador y la Santa Sede que ratificó García Moreno en Quito el 17 de abril de 1863. Ese concordato no solo aseguraba en Ecuador el ejercicio exclusivo de la religión católica, sino que impedía la mera existencia de sociedades secretas y sectas cuyas doctrinas fueran reprobadas por la Iglesia, incluyendo la masonería. En 1869 García Moreno promulgó un decreto para que todo aquel denunciado como masón fuera llevado ante un consejo de guerra, con lo cual se convertía en enemigo de la masonería. Gomezjurado, Berthe y Loor sugirieron la existencia de correspondencia entre la masonería europea y la peruana cuyos miembros tenían constante comunicación con los enemigos de García Moreno, siendo algunos de estos también masones.
La propia correspondencia de García Moreno registra los supuestos planes de logias masónicas de acabar con su vida, en carta a uno de sus amigos manifiesta lo siguiente:

Han escrito de Alemania a un Padre Redentorista que las logias de allá han ordenado a las de América hagan todo lo posible para derribar al Gobierno del Ecuador. Pudiera ser que el gran Maestre Bismarck tuviera parte en esto; pero Dios nos protege, y confiando en Él a nadie temo, a pesar de que nada somos, nada valemos, y de que nuestras fuerzas son iguales a cero, comparadas con las de aquel coloso de pies de barro.

Una vez que fue reelegido para una tercera presidencia escribió la siguiente misiva al papa Pío IX:

Ahora que las logias de los países vecinos, instigadas por las de Alemania, vomitan contra mí toda especie de injurias atroces y de calumnias horribles, procurando sigilosamente los medios de asesinarme, necesito más que nunca de la protección Divina para vivir y morir en defensa de nuestra Religión santa, y de esta pequeña República, que Dios ha querido que siga yo gobernando.

Rodolfo Pérez Pimentel asegura que fue el doctor Manuel Polanco quien puso en marcha la conspiración para matar al presidente y que el móvil del crimen fue poner en marcha un Golpe de Estado con objetivos políticos liberales.
De los conjurados, dos fueron fusilados por su crimen: Manuel Cornejo y el mayor Gregorio Campuzano el 11 de agosto. Por su parte el doctor Manuel Polanco fue puesto en prisión mientras que Abelardo Moncayo junto con Roberto Andrade lograron fugarse y esconderse.
No obstante, no pocos de sus enemigos llegaron posteriormente a desear que tal asesinato no se hubiese concretado. El mismo Juan Montalvo, adversario del presidente, lo afirma al decir en su obra el "Regenerador": A muchos enemigos de García Moreno he oído suspirar por García Moreno.

### Teoría sobre posible filiación masónica de Rayo
Existe la teoría de la filiación masónica de Faustino Rayo. Esta no se ha podido comprobar, por lo cual no se ha logrado asegurar que perteneció a alguna logia masónica, aunque sí es comprobado que fue pagado por Luis Felipe Bueno y José María Estrada con aguardiente y una alta suma de dinero.